# 도계여자중학교
도계여자중학교(道溪女子中學校)는 강원도 삼척시에 있었던 공립 중학교이다.

## 학교 연혁
- 1969년 10월 24일 : 도계여자중학교 설립 인가
- 1970년 3월 12일 : 입학식(182명)
- 1970년 7월 9일 : 개교식, 신축 교사 준공(3실)
- 1975년 5월 23일 : 도계여자종합고등학교 병설
- 1982년 8월 24일 : 현 교정으로 이전
- 1984년 2월 28일 : 27학급으로 편성 인가
- 1991년 9월 1일 : 도계상업고등학교 분리
- 2017년 3월 2일 : 제23대 신임선 교장 취임
- 2019년 1월 9일 : 제47회 졸업식 (졸업생 22명, 누계 9,650명)
- 2023년 2월 28일 : 폐교 및 도계중학교와 통합[2], 53년만에 폐교

## 참고 자료
- 도계여자중학교 - 한국교육학술정보원 학교알리미